# Polinik (Hermagor)
Polinik är ett berg i Österrike.   Det ligger i distriktet Hermagor och förbundslandet Kärnten, i den centrala delen av landet, 300 km sydväst om huvudstaden Wien. Toppen på Polinik är 2 332 meter över havet, eller 968 meter över den omgivande terrängen. Bredden vid basen är 14,2 km.
Terrängen runt Polinik är huvudsakligen bergig, men åt sydost är den kuperad. Runt Polinik är det ganska glesbefolkat, med 21 invånare per kvadratkilometer.. Närmaste större samhälle är Irschen, 14,5 km norr om Polinik. 
I omgivningarna runt Polinik växer i huvudsak blandskog.